# Cantón de Montfermeil
El cantón de Montfermeil era una división administrativa francesa, que estaba situada en el departamento de Sena-Saint-Denis y la región de Isla de Francia.

## Composición
El cantón estaba formado por tres comunas:
- Coubron
- Montfermeil
- Vaujours

## Supresión del cantón de Montfermeil
En aplicación del Decreto n.º 2014-214 de 21 de febrero de 2014, y corregido por Decreto n.º 2014-481 de 13 de mayo de 2014, el cantón de Montfermeil fue suprimido el 22 de marzo de 2015 y sus 3 comunas pasaron a formar parte del nuevo cantón de Tremblay-en-France.